# Miles-Gletscher
Der Miles-Gletscher ist ein Gletscher im US-Bundesstaat Alaska. Er befindet sich im Chugach National Forest 70 km ostnordöstlich von Cordova.

## Geografie
Das 2000 m hoch gelegene Nährgebiet des Miles-Gletschers befindet sich in den Chugach Mountains nördlich von Mount Tom White. Der Miles-Gletscher strömt über eine Strecke von 50 km in westlicher Richtung und endet am Ostufer des Copper River auf Höhe der Miles Glacier Bridge, auch bekannt als Million Dollar Bridge, am östlichen Ende des Copper River Highway. Die mittlere Gletscherbreite beträgt 3,6 km. An seiner Nordflanke befindet sich der Van Cleve Lake, ein Gletscherrandsee unterhalb des Van-Cleve-Gletschers. Der Copper River weist an der Gletscherzunge des Miles-Gletschers eine Verbreiterung auf, den so genannten Miles Lake.

## Namensgebung
Benannt wurde der Gletscher von Leutnant Allen während seiner Alaska-Expedition im Jahr 1885 nach Generalmajor Nelson A. Miles (1839–1925).